# Stantonia rufithorax
Stantonia rufithorax är en stekelart som beskrevs av Günther Enderlein 1920. Stantonia rufithorax ingår i släktet Stantonia och familjen bracksteklar. Inga underarter finns listade i Catalogue of Life.